# 1800년
1800년은 수요일로 시작하는 평년이며, 이 해는 18세기의 마지막 하는 날이다. 이 해는 그레고리력 윤년 규정에 따라 100으로 나누어지지만 18은 4로 나누어지지 않는다. 그렇기 때문에 1800은 400으로 나누어지지 않으므로 윤년이 아니다. 처음에는 대한민국에서 디지털처럼 지원한다.

## 연호
- 청(淸) 가경(嘉慶) 5년
- 일본(日本) 간세이(寛政) 12년
- 떠이선 왕조(西山朝) 까인틴(景盛) 8년

## 기년
- 류큐(琉球) 쇼온왕(尚温王) 6년
- 청(淸) 인종 가경제(仁宗 嘉慶帝) 5년
- 조선(朝鮮) 정조(正祖) 24년
- 떠이선 왕조(西山朝) 경성제(景盛帝) 8년

## 사건
- 3월 14일 - 교황 비오 7세, 251대 로마 교황 취임.
- 3월 20일 - 알레산드로 볼타가 왕립 학회에 보내는 편지에서 최초의 화학 전지인 볼타 전지를 발명.
- 5월 15일 - 나폴레옹 보나파르트가 알프스산맥을 넘어 이탈리아를 점령.
- 6월 14일 - 마렝고 전투에서 나폴레옹군이 오스트리아군을 역습하여 승리하다.
- 8월 18일(음력 6월 28일)- 정조가 승하하였다.[1]
- 8월 23일(음력 7월 4일) -  조선의 스물세번째 왕 순조가 11세로 왕위에 오르면서 영조의 계비 정순왕후가 55세의 나이로 수렴청정을 시작하였다.[2]
- 9월 20일(음력 8월 2일) -  정순왕후가 노론 시파의 김조순(金祖淳)을 병조판서에 임명하였다.[3]이에 김조순은 즉시 사임하였으나, 정순왕후는 이를 받아들이지 않았다.[4]
- 9월 21일(음력 8월 3일) - 병조판서 김조순이 다시 사임을 청하였으나, 정순왕후는 이를 받아들이지 않았다.[5]
- 9월 22일(음력 8월 4일) - 정순왕후가 윤행임(尹行恁)을 이조 참판에 임명하고, 병조판서 김조순을 비변사 제조(提調)에도 겸임하도록 하였다.[6]
- 11월 1일 - 존 애덤스가 최초로 백악관(이 당시엔 하얀색이 아니었음)에서 생활하게 됨.
- 12월 3일 - 호엔리덴 전투에서 장 빅토르 마리 모로장군이 오스트리아군을 격파하다.
- 12월 23일(음력 11월 8일) - 노론 벽파의 사헌부 장령 이안묵(李安黙)이 시파의  서유방(徐有防) 및 서유린(徐有隣) 형제를 탄핵했다.[7]

## 탄생
- 1월 7일 - 미국의 13대 대통령 밀러드 필모어. (~1874년)
- 2월 12일 - 영국의 동물학자 존 에드워드 그레이. (~1875년)
- 3월 11일 - 일본의 9대 미토 번주 도쿠가와 나리아키. (~1860년)
- 3월 16일 - 일본의 120대 천황 닌코 천황. (~1846년)
- 5월 9일 - 미국의 노예제 폐지론자 존 브라운. (~1859년)
- 7월 19일 - 에콰도르의 초대 대통령 후안 호세 플로레스 (~1864년)
- 7월 31일 - 독일의 화학자 프리드리히 뵐러. (~1882년)
- 12월 3일 - 슬로베니아의 시인 프란체 프레셰렌. (~1849년)
- 12월 29일 - 에보나이트를 발명한 미국의 발명가 찰스 굿이어. (~1860년)

## 사망
- 5월 7일 - 이탈리아의 오페라 작곡가 니콜로 피치니. (1728년~)
- 5월 18일 - 러시아 제국의 유명한 명장 알렉산드르 수보로프. (1729년~)
- 8월 18일 - 조선의 제22대 국왕 정조. (1752년~)
- 10월 8일 - 러시아의 푸카초프 반란 지도자 살라와트 율라예프. (1756년~)

### 미상
- 프랑스의 군인 루이 샤를 앙투안 드제. (1770년~)
- 프랑스의 장군 장바티스트 클레베르. (1753년~)

## 캘린더
| 1월 |    |    |    |    |    |    |
| 일  | 월 | 화 | 수 | 목 | 금 | 토 |
|     |    |    | 1  | 2  | 3  | 4  |
| 5   | 6  | 7  | 8  | 9  | 10 | 11 |
| 12  | 13 | 14 | 15 | 16 | 17 | 18 |
| 19  | 20 | 21 | 22 | 23 | 24 | 25 |
| 26  | 27 | 28 | 29 | 30 | 31 |    |

| 2월 |    |    |    |    |    |    |
| 일  | 월 | 화 | 수 | 목 | 금 | 토 |
|     |    |    |    |    |    | 1  |
| 2   | 3  | 4  | 5  | 6  | 7  | 8  |
| 9   | 10 | 11 | 12 | 13 | 14 | 15 |
| 16  | 17 | 18 | 19 | 20 | 21 | 22 |
| 23  | 24 | 25 | 26 | 27 | 28 |    |

| 3월 |    |    |    |    |    |    |
| 일  | 월 | 화 | 수 | 목 | 금 | 토 |
|     |    |    |    |    |    | 1  |
| 2   | 3  | 4  | 5  | 6  | 7  | 8  |
| 9   | 10 | 11 | 12 | 13 | 14 | 15 |
| 16  | 17 | 18 | 19 | 20 | 21 | 22 |
| 23  | 24 | 25 | 26 | 27 | 28 | 29 |
| 30  | 31 |    |    |    |    |    |

| 4월 |    |    |    |    |    |    |
| 일  | 월 | 화 | 수 | 목 | 금 | 토 |
|     |    | 1  | 2  | 3  | 4  | 5  |
| 6   | 7  | 8  | 9  | 10 | 11 | 12 |
| 13  | 14 | 15 | 16 | 17 | 18 | 19 |
| 20  | 21 | 22 | 23 | 24 | 25 | 26 |
| 27  | 28 | 29 | 30 |    |    |    |

| 5월 |    |    |    |    |    |    |
| 일  | 월 | 화 | 수 | 목 | 금 | 토 |
|     |    |    |    | 1  | 2  | 3  |
| 4   | 5  | 6  | 7  | 8  | 9  | 10 |
| 11  | 12 | 13 | 14 | 15 | 16 | 17 |
| 18  | 19 | 20 | 21 | 22 | 23 | 24 |
| 25  | 26 | 27 | 28 | 29 | 30 | 31 |

| 6월 |    |    |    |    |    |    |
| 일  | 월 | 화 | 수 | 목 | 금 | 토 |
| 1   | 2  | 3  | 4  | 5  | 6  | 7  |
| 8   | 9  | 10 | 11 | 12 | 13 | 14 |
| 15  | 16 | 17 | 18 | 19 | 20 | 21 |
| 22  | 23 | 24 | 25 | 26 | 27 | 28 |
| 29  | 30 |    |    |    |    |    |

| 7월 |    |    |    |    |    |    |
| 일  | 월 | 화 | 수 | 목 | 금 | 토 |
|     |    | 1  | 2  | 3  | 4  | 5  |
| 6   | 7  | 8  | 9  | 10 | 11 | 12 |
| 13  | 14 | 15 | 16 | 17 | 18 | 19 |
| 20  | 21 | 22 | 23 | 24 | 25 | 26 |
| 27  | 28 | 29 | 30 | 31 |    |    |

| 8월 |    |    |    |    |    |    |
| 일  | 월 | 화 | 수 | 목 | 금 | 토 |
|     |    |    |    |    | 1  | 2  |
| 3   | 4  | 5  | 6  | 7  | 8  | 9  |
| 10  | 11 | 12 | 13 | 14 | 15 | 16 |
| 17  | 18 | 19 | 20 | 21 | 22 | 23 |
| 24  | 25 | 26 | 27 | 28 | 29 | 30 |
| 31  |    |    |    |    |    |    |

| 9월 |    |    |    |    |    |    |
| 일  | 월 | 화 | 수 | 목 | 금 | 토 |
|     | 1  | 2  | 3  | 4  | 5  | 6  |
| 7   | 8  | 9  | 10 | 11 | 12 | 13 |
| 14  | 15 | 16 | 17 | 18 | 19 | 20 |
| 21  | 22 | 23 | 24 | 25 | 26 | 27 |
| 28  | 29 | 30 |    |    |    |    |

| 10월 |    |    |    |    |    |    |
| 일   | 월 | 화 | 수 | 목 | 금 | 토 |
|      |    |    | 1  | 2  | 3  | 4  |
| 5    | 6  | 7  | 8  | 9  | 10 | 11 |
| 12   | 13 | 14 | 15 | 16 | 17 | 18 |
| 19   | 20 | 21 | 22 | 23 | 24 | 25 |
| 26   | 27 | 28 | 29 | 30 | 31 |    |

| 11월 |    |    |    |    |    |    |
| 일   | 월 | 화 | 수 | 목 | 금 | 토 |
|      |    |    |    |    |    | 1  |
| 2    | 3  | 4  | 5  | 6  | 7  | 8  |
| 9    | 10 | 11 | 12 | 13 | 14 | 15 |
| 16   | 17 | 18 | 19 | 20 | 21 | 22 |
| 23   | 24 | 25 | 26 | 27 | 28 | 29 |
| 30   |    |    |    |    |    |    |

| 12월 |    |    |    |    |    |    |
| 일   | 월 | 화 | 수 | 목 | 금 | 토 |
|      | 1  | 2  | 3  | 4  | 5  | 6  |
| 7    | 8  | 9  | 10 | 11 | 12 | 13 |
| 14   | 15 | 16 | 17 | 18 | 19 | 20 |
| 21   | 22 | 23 | 24 | 25 | 26 | 27 |
| 28   | 29 | 30 | 31 |    |    |    |

### 음양력 대조 일람
| 음력월 | 월건 | 대소 | 음력 1일의 양력 월일 | 음력 1일 간지 |
| ------ | ---- | ---- | -------------------- | ------------- |
| 1월    | 무인 | 대   | 1월 25일             | 갑인          |
| 2월    | 기묘 | 소   | 2월 24일             | 갑신          |
| 3월    | 경진 | 대   | 3월 25일             | 계축          |
| 4월    | 신사 | 대   | 4월 24일             | 계미          |
| 윤4월  |      | 소   | 5월 24일             | 계축          |
| 5월    | 임오 | 대   | 6월 22일             | 임오          |
| 6월    | 계미 | 소   | 7월 22일             | 임자          |
| 7월    | 갑신 | 대   | 8월 20일             | 신사          |
| 8월    | 을유 | 소   | 9월 19일             | 신해          |
| 9월    | 병술 | 대   | 10월 18일            | 경진          |
| 10월   | 정해 | 소   | 11월 17일            | 경술          |
| 11월   | 무자 | 대   | 12월 16일            | 기묘          |
| 12월   | 기축 | 소   | 1801년 1월 15일      | 기유          |

## 나라별1800년

### 조선
- 군주: 제22대 왕 정조(1776년~1800년 8월 18일),  제23대 왕 순조(1800년 8월 23일~ 1834년) 및 정순왕후의 수렴청정
- 의정부
  - 영의정: 이병모(李秉模)(1799~1800년), 심환지(1800~02년)

## 기타
- 1800년 주권국의 지도자 목록

## 참고문헌
- 춘추관 관원들 (1805). 《정조실록》.
- 춘추관 관원들 (1838). 《순조실록》.